# OS X v10.9
OS X 10.9, kodnamn Mavericks, är en version av Unix-operativsystem OS X, utvecklat av Apple för företagets persondatorer. Apple utannonserade systemversionen inklusive kodnamnet i samband med att den första förhandsversionen till utvecklare släpptes i juni 2013 vid bolagets årliga utvecklarkonferens (Apple WWDC). Mavericks är en vidareutveckling av OS X 10.8 Mountain Lion och släpptes i skarp version på Mac App Store den 22 oktober 2013. Bland nyheterna finns Apples egen kartapplikation, som portats från IOS till OS X, flikar i Finder-fönster, etiketter ("tags") för dokument/filer med mera.

## Installation av OS X 10.9
Systemversionen erbjöds via Mac App Store för kompatibla Macintosh-datorer med systemversion 10.6.8 eller senare. OS X 10.9 var den första stora systemuppdateringen som är gratis.

## Systemkrav
Systemkravet för slutkundutgåvan av version 10.9 var identisk för OS X 10.8, vilket innebär följande datorer:
- Imac ("Mid 2007" tillverkad i augusti 2007 eller senare)
- Macbook ("Late 2008 Aluminum", eller "Early 2009" eller nyare)[a]
- Macbook Pro ("Mid/Late 2007" eller nyare)[a]
- Macbook Air ("Late 2008" eller nyare)
- Mac Mini ("Early 2009" eller nyare)
- Mac Pro ("Early 2008" eller nyare)
- Xserve ("Early 2009")

Utöver krav på specifik datormodell krävs följande:
- OS X 10.6.8 eller senare för att kunna uppdatera
- 2 GB RAM
- 8 GB ledigt lagringsutrymme

### Not
- a ^  Vissa funktioner såsom Airdrop och Powernap fungerar inte i modellerna Macbook Pro ("17-Inch Late 2008") och Macbook ("Late 2008" med plasthölje; de fungerar dock med Macbook "Late 2008 Aluminium").[2]

## Förändringar och förbättringar
- Finder: flikar i Finder-fönster och möjlighet att lägga in etiketter för filer och även söka efter filer baserat på etiketter.
- Kartor: en ny kartapp baserad på versionen från IOS 6.
- Ibooks: en ny butik att handla böcker på, baserad på motsvarande i IOS. Böcker från Iphone eller Ipad dyker automatiskt upp här.
- Kalender: kalendern har fått ett nytt utseende inspirerat av IOS 7.
- Safari: webbläsaren Safari har uppdaterats med nya funktioner, integration till sociala nätverk, och bättre prestanda.
- Lösenordshantering: funktionen Icloud Keychain föreslår, krypterar och lagrar lösenord i Icloud så att man slipper hålla dem i minnet.
- Flerskärmsstöd: ett flertal förbättringar för flerskärmsstöd i fullskärmsapplikationer. Apple TV kan nu användas som en extra skärm och inte bara spegla skärmen.
- Interaktiva notiser: notiser är numer interaktiva, så att användaren till exempel direkt kan svara på ett inkommande meddelande via Imessage.
- Energieffektivitet: förlänger batteritiden på laptops genom optimerad processhantering och ett strömsparläge för appar som inte syns.
- Energibevakning: ny aktivitetshanterare visar energibehovet hos appar, samt information om vilka appar som drar mest ström under batteriikonen.
- Minneskomprimering: ny minneshantering som kan komprimera minne hos inaktiva appar.

## Versionshistorik

### Utvecklarversioner (urval)
- 10 juni 2013: 10.9 Developer Preview, build 13A476u[3]
- 3 oktober 2013: 10.9 Golden Master, build 13A598[4]
- 20 oktober 2013: 10.9 Golden Master 2, build 13A603[5]

### Konsumentversioner
| Version | Build              | Datum             | Noteringar | Fristående nedladdning   | Uppdatering |
| ------- | ------------------ | ----------------- | --- | ------------------------ | --- |
| 10.9.0  | 13A603 Darwin 13.0 | 22 oktober 2013   | Ursprunglig Mac App Store-release. | Endast via Mac App Store | OS X 10.6.8 eller senare krävs. |
| 10.9.1  | 13B42 Darwin 13.0  | 16 december 2013  | Uppdaterade webbläsaren Safari till version 7.0.1. Möjliggjorde mer tillförlitliga så kallade "smarta brevlådor" och sökningar i Apple Mail. Förbättrade stödet för Gmail i Apple Mail för användare med anpassade Gmail-inställningar. Åtgärdade ett problem som gjorde att Ilife och Iwork inte kunde uppdateras på icke-engelskspråkiga system. Korrigerade ett problem som gjorde att VoiceOver inte kunde läsa upp meningar som innehåller emoji (en slags japanska uttryckssymboler). Diverse övriga datasäkerhets-, kompatibilitets- och stabilitetsuppdateringar. | Endast via Mac App Store | OS X 10.9.0 krävs. Via Mac App Store, eller Apple Support: - för alla Macar - för Mac Pro (Late 2013) - för MacBook Pro Retina Late 2013 |
| 10.9.2  | 13C64 Darwin 13.1  | 25 februari 2014  | Adderar möjligheten att skapa och mottaga FaceTime-röstsamtal, samt möjligheten att blockera iMessage-meddelanden från specifika avsändare. | Endast via Mac App Store | OS X 10.9.0 eller 10.9.1 krävs. Via Mac App Store, eller Apple Support: - för alla Macar med 10.9.0 - för alla Macar med 10.9.1          |
| 10.9.3  | 13D65 Darwin 13.2  | 15 maj 2014       | Förbättrar stödet för 4K-skärmar. Lägger till möjligheten att synkronisera kontakter och kalendrar mellan en Mac och iOS-enhet via en USB-anslutning. Förbättrar tillförlitligheten för VPN-anslutningar med hjälp av IPsec. Förbättrar tillförlitligheten för kopiering, redigering och inspektera behörigheter för filer på en SMB-filserver. Förbättrar inloggningshastigheten för användare i Active Directory-grupper. Löser ett problem som förhindrade programmet Typsnittsbok från att installera Postscript Type 1-typsnitt.                                     | Endast via Mac App Store | OS X 10.9.0 eller 10.9.2 krävs. Via Mac App Store, eller Apple Support: - för alla Macar med 10.9.0 - för alla Macar med 10.9.2          |
| 10.9.4  | 13E28 Darwin 13.3  | 30 juni 2014      | Löser ett problem som hindrade en del Mac-datorer från att ansluta automatiskt till kända Wi-Fi-nätverk. Korrigerar ett problem där bakgrunden eller Apple-logotypen visas felaktigt vid start av datorn. Förbättrar hur operativsystemet återaktiveras från viloläge. Inkluderar Safari 7.0.5. | Endast via Mac App Store | OS X 10.9.0 eller 10.9.2 krävs. Via Mac App Store, eller Apple Support: - för alla Macar med 10.9.0 - för alla Macar med 10.9.3          |
| 10.9.5  | 13F34 Darwin 13.4  | 18 september 2014 | Förbättrar tillförlitligheten för anslutningar över virtuella privata nätverk (VPN) som använder USB-smartkort för sin autentisering. Ger bättre tillgång till filer som ligger på en SMB-server. Inkluderar version 7.0.6 av webbläsaren Safari. Möjliggör snabbare autentisering vid roaming på 802.1x-nätverk som använder EAP-TLS. | Endast via Mac App Store | OS X 10.9.0 eller 10.9.2 krävs. Via Mac App Store, eller Apple Support: - för alla Macar med 10.9.0 - för alla Macar med 10.9.4          |

### Mavericks Server
- 18 oktober 2013: Golden Master, build 13S440 [12]
- 22 oktober 2013: OS X Server 3.0 [6]

OS X Server 3.0 kräver OS X 10.9, ger datorn serverfunktioner, och kostar 19,99 dollar i USA (eller 149 kronor i Sverige) på Mac App Store.

## Uppföljare till OS X Mavericks
OS X v10.10 med kodnamn Yosemite släpptes 16 oktober 2014.